# Paspalum cultratum
Paspalum cultratum är en gräsart som först beskrevs av Carl Bernhard von Trinius, och fick sitt nu gällande namn av S.Denham. Paspalum cultratum ingår i släktet tvillinghirser, och familjen gräs. Inga underarter finns listade i Catalogue of Life.